# آیکو ساتو (بازیگر)
آیکو ساتو (انگلیسی: Aiko Sato؛ زادهٔ ۲۶ سپتامبر ۱۹۷۷) بازیگر، شخصیت‌های تلویزیونی ژاپن اهل ژاپن است.